# 篠原恵美
篠原 恵美（しのはら えみ、1963年〈昭和38年〉8月8日 - 2024年〈令和6年〉9月8日）は、日本の女性声優。長野県上田市出身。最終所属は81プロデュース。

## 経歴
福島県生まれ、長野県上田市育ち。
幼少期から目立つことが好きであり、小学4，5年生の頃から演劇と合唱クラブに入る。
中学生の頃から役者になれたらいいなという気持ちを持ち続けて長野県上田高等学校卒業後、「歌だって芝居の勉強になるだろう」と思い、国立音楽大学教育音楽科に進学。
進学後、学外サークルに参加し、ミュージカルをしていた。
役者を目指していた時に勉強会のボイスアーツの募集告知を見て参加。
ボイスアーツで指導していた音響監督の本田保則から誘われたオーディションで受けて合格し、『プロジェクトA子』のB子〈大徳寺美子〉で声優デビュー。
その後、アーツビジョンを経て81プロデュース所属となった。晩年は自身が所属する事務所の養成所や洗足学園音楽大学の声優アニメソングコースの講師も行い、後進の育成にも取り組んでいた。
2024年9月8日に死去。61歳没。同月10日に所属事務所の81プロデュースより発表された。死因は明らかにされていないが、1年ほど前の手足骨折などから体調が悪化し、杖をついて歩行する時期もあった。同2024年の春から夏にかけて病状が悪化。呼吸器を付けて車椅子に乗りながらレッスン場に足を運んでいた。それでも心配する生徒に笑顔を見せ、「自分の心配をしなさい」と背中を押し続けていたという。息子はX（旧Twitter）上で篠原の訃報を報告し、本人の気持ちを尊重して具体的な病名は伏せつつも「病を感じさせないような気力と、いつも通りに振る舞う母の姿を側で見ていたからこそ、未だに言じられない気持ちでいっぱいです」とコメントをしている。
訃報を受けて、『セーラームーン』シリーズの声優もX（旧Twitter）上で、篠原を追悼した。三石琴乃は「篠さん 篠さん もう 篠さん…っ」と絶句するような投稿を残し、深見梨加は「大事な大切な大好きな仲間が旅立ちました。最期まで気力と希望に満ちてました。同じ日に生まれた私達。ずっとずっと愛してるよ」と投稿。篠原とのツーショット写真を複数枚アップした。『セーラームーン』公式Xも、「作品において唯一無二の存在であり、これまでのご貢献とご功績へ感謝を表しますとともに、謹んでご冥福をお祈り申し上げます」と追悼とともに作品を支えたことに感謝するコメントを出し、原作者である武内直子のサインが書かれたイラストを添えて追悼した。

## 人物
アニメ・吹き替えを問わず、幅広く活動している。テレビアニメではお姉さんから母役を演じることが多い。テレビアニメでは『美少女戦士セーラームーン』シリーズの木野まこと（セーラージュピター）役が有名で、5年にわたり担当した。トーニャ・ハーディングが引退後に出演した映画では、その吹き替えを担当した。また『セーラームーン』シリーズで共演した深見梨加とは生年月日が同じであり、合同誕生日イベントを開催したこともあったことから、誕生日が来ると今でも自然にお祝い電話をお互いにしているという。
「スーパー戦隊シリーズ」では、爆竜プテラノドンの声優として出演していた『爆竜戦隊アバレンジャー』第34話において、他の3人の声優とともに顔出しでゲスト出演をし、渡より先に同シリーズでの顔出し出演を果たす結果となった（渡は3年後の『轟轟戦隊ボウケンジャー』が初の出演）。
趣味・特技は歌、ピアノ、読書、音楽鑑賞、映画鑑賞。
夫は俳優の渡洋史。息子がいる。きょうだいは兄がいる。

## 後任
篠原の没後、持ち役を受け継いだ声優は以下の通り。
| 後任       | 役名  | 概要作品               | 後任の初担当作品  |
| ---------- | ----- | ---------------------- | ----------------- |
| 生天目仁美 | OSYRI | 『クレヨンしんちゃん』 | 2025年3月29放送分 |

## 出演
太字はメインキャラクター。

### テレビアニメ
1988年
- シティーハンター シリーズ（1988年 - 1991年、葉子、絵梨子） - 2シリーズ
- それいけ!アンパンマン（ウサお、ネコ美、さびたろう、オカリナ姫〈2代目〉）
- 超音戦士ボーグマン（ハルカ、さおりの母）
- ビックリマン（1988年 - 1989年、MEN観音、バクトロ魔Ω）

1989年
- 魔法使いサリー（2作目）（1989年 - 1991年、山部夫人、マリ子）
- ドラゴンクエスト（1989年 - 1991年、王妃、マルチナ）

1990年
- 悪魔くん（リリス）
- ちびまる子ちゃん（みやこおねえさん〈初代〉）
- 私のあしながおじさん（キャサリン）

1991年
- おちゃめなふたご クレア学院物語（ヴェラ・ジョーンズ）
- おばけのホーリー（スローリー）
- ハイスクールミステリー学園七不思議（保健の先生、暁子、みずきの母、長沼しのぶ、夏岡緑、淳子）
- 新世紀GPXサイバーフォーミュラ（キャスター）

1992年
- 風の中の少女 金髪のジェニー（マーガレット先生）
- スーパービックリマン（甲機メカタートル〈3代目〉）
- 美少女戦士セーラームーン（1992年 - 1997年、木野まこと / セーラージュピター、妖魔キュレネ、妖魔ジュモー、DDガールズV） - 5シリーズ
- ママは小学4年生（杉田なつみ）

1993年
- 機動戦士Vガンダム（マリア・ピァ・アーモニア）
- 剣勇伝説YAIBA（女）
- GS美神（TVの女教師）
- ツヨシしっかりしなさい（ミサワサユリ）

1994年
- クレヨンしんちゃん（1994年 - 2023年、萩田、セーラーバカーン、OSYRIの声〈初代〉、キラビヤーカ女王、加木張亜美 他）
- ジャングルの王者ターちゃん（ドロシー）
- ジーンダイバー（セラフィー）
- 魔法騎士レイアース（プレセア、シエラ）
- メタルファイター・MIKU（芝野葉子 / サファイア）

1995年
- あずきちゃん（香月先生）

1996年
- 怪盗セイント・テール（マキ）
- 逮捕しちゃうぞ（公枝）
- B'T X（シャドーエックス）
- 名探偵コナン（1996年 - 2014年、岡谷典子、上森薫、槍田郁美、中谷頼子、福井柚嬉）

1997年
- 吸血姫美夕（柳原麻巳子）
- 金田一少年の事件簿（1997年 - 1999年、桜樹るい子、残間さとみ、薬師寺かおる）
- 白鯨伝説（セイラ）
- BURN-UP EXCESS（ルビー）
- ポケットモンスター（1997年 - 2000年、アヤ）
- ルパン三世 ワルサーP38（エレン）

1998年
- ああっ女神さまっ 小っちゃいって事は便利だねっ（1998年 - 1999年、木霊）
- カードキャプターさくら（観月歌帆）
- しましまとらのしまじろう（縞野さくら / しまじろうの母〈代役〉）
- センチメンタルジャーニー（あおい）
- Night Walker -真夜中の探偵-（松永弥生、松永香寿美）
- ひみつのアッコちゃん（第3期）（相馬ミキ）
- MASTERキートン（ソフィア）

1999年
- 人形草紙あやつり左近（佐藤百合子）
- THE ビッグオー（1999年 - 2003年、エンジェル） - 2シリーズ
- 超速スピナー（北条院美琴）
- 魔術士オーフェン（アザリー）

2000年
- 妖しのセレス（美緒里の母）

2001年
- 旋風の用心棒（荒鬼早苗）
- 週刊ストーリーランド（安藤明子）
- 星界の戦旗II（シャンガル）
- ナジカ電撃作戦（XXX）
- ノワール（マレンヌ）
- 爆転シュート ベイブレード（ジュディ）
- はじめの一歩（2001年 - 2013年、飯村真理） - 4シリーズ
- 破邪巨星Gダンガイオー（色谷美也）

2002年
- SPACE PIRATE CAPTAIN HERLOCK（静香）
- 円盤皇女ワるきゅーレ（2002年 - 2003年、メーム） - 2シリーズ
- ドラゴンドライブ（2002年 - 2003年、エージェントL）
- 爆闘宣言ダイガンダー（ミルト）

2003年
- 明日のナージャ（リタの母親）
- カレイドスター（苗木野みどり）
- ガンパレード・マーチ 〜新たなる行軍歌〜（原素子）
- 最遊記RELOAD（睡歌）
- スクラップド・プリンセス（エルマイヤ）
- ポポロクロイス（セレーネ）
- まぶらほ（尋崎華怜）

2004年
- アガサ・クリスティーの名探偵ポワロとマープル（エマ・クラッケンソープ）
- 蒼穹のファフナー（2004年 - 2015年、遠見千鶴） - 4シリーズ
- ポケットモンスター アドバンスジェネレーション（アヤネ）
- マシュマロ通信（雪の女王）
- マリア様がみてる（2004年 - 2009年、水野蓉子） - 3シリーズ
- MAJOR（2004年 - 2009年、佐藤寿也の母） - 2シリーズ

2005年
- かりん（カレラ・マーカー）
- ケロロ軍曹（ジェシカ・ハーピィ）
- 甲虫王者ムシキング 森の民の伝説（マーシャ）
- 地獄少女（戸高奈美子）
- 創聖のアクエリオン（シリウスの母）
- フルメタル・パニック!The Second Raid（夏玉芳）
- MÄR-メルヘヴン-（ウンディーネ）
- 雪の女王（アメリア）
- LOVELESS（勝子先生）

2006年
- ああっ女神さまっ それぞれの翼（木霊）
- IGPX（サトミ・サトミ）
- ARIA The NATURAL（漆黒の君）
- NANA（坂上）
- ハチミツとクローバー（竹本美津子）
- まじめにふまじめ かいけつゾロリ（エンジェルC）

2007年
- 風の少女エミリー（風のおばさん）
- CLAYMORE（オフィーリア）
- シグルイ（いく）
- 素敵探偵ラビリンス（菱沢逸見）
- 精霊の守り人（二ノ后）
- ハヤテのごとく!（2007年 - 2009年、ヒナギクの母） - 2シリーズ
- BLUE DROP 〜天使達の戯曲〜（船津丸ゆり子）

2008年
- 喰霊 -零-（中林美鈴）
- 鉄のラインバレル（ユリアンヌ・フェイスフル）
- ゴルゴ13（ナタリー）
- 秘密 〜The Revelation〜（三好雪子）
- 無限の住人（初）

2009年
- 青い文学シリーズ「走れメロス」（城島の妻）
- うみねこのなく頃に（右代宮夏妃）
- NARUTO -ナルト- 疾風伝（うずまきクシナ）

2010年
- 刀語（鑢みぎり）
- しまじろう ヘソカ（花の妖精）
- とある魔術の禁書目録II（御坂美鈴）
- ひめチェン!おとぎちっくアイドル リルぷりっ（中条木綿子）

2011年
- カードファイト!! ヴァンガード（2011年 - 2019年、先導シズカ） - 6シリーズ
- 戦国乙女〜桃色パラドックス〜（織田ノブヒデ）

2012年
- 妖狐×僕SS（青鬼院菖蒲）
- スマイルプリキュア!（青木静子）

2013年
- とある科学の超電磁砲 シリーズ（2013年 - 2020年、御坂美鈴） - 2シリーズ
- 魔界王子 devils and realist（マリア）
- みにヴぁん（先導シズカ）

2014年
- ドラゴンコレクション（ジュリエット）

2015年
- Go!プリンセスプリキュア（海藤ますみ）
- 放課後のプレアデス（ひかるの母）

2016年
- アイカツスターズ!（ツルさん）
- 怪盗ジョーカー（チャパ・ティーの母）

2017年
- BanG Dream!（戸山香織）
- リトルウィッチアカデミア（ロッテのママ）
- 覆面系ノイズ（モモの母）
- 地獄少女 宵伽（戸高奈美子）
- 忍たま乱太郎の宇宙大冒険 with コズミックフロント☆NEXT 火星を大そうさく!の段（キュリ子）

2018年
- カードキャプターさくら クリアカード編（観月歌帆）
- サンリオ男子（諒の母）
- おしりたんてい（べにいもこ）

2019年
- 風が強く吹いている（灰二の母）
- MIX（2019年 - 2023年、月影渚） - 2シリーズ

2020年
- 恋する小惑星（鈴矢花）

2021年
- 古見さんは、コミュ症です。（2021年 - 2022年、古見良子） - 2シリーズ

2022年
- デリシャスパーティ♡プリキュア（2022年 - 2023年、クックイーン）
- 可愛いだけじゃない式守さん（和泉許子）
- 名探偵コナン 犯人の犯沢さん（槍田郁美）

2024年
- ゆるキャン△ SEASON3（店員）

### 劇場アニメ
1986年
- プロジェクトA子（B子〈大徳寺美子〉）※デビュー作

1990年
- 魔法使いサリー（川の妖精）

1993年
- 劇場版 美少女戦士セーラームーンR（木野まこと）
- メイクアップ!セーラー戦士（木野まこと）
- 獣兵衛忍風帖（陽炎）

1994年
- 劇場版 美少女戦士セーラームーンS（木野まこと）
- それいけ!アンパンマン リリカル☆マジカルまほうの学校（ミミ）

1995年
- スペシャルプレゼント 亜美ちゃんの初恋 美少女戦士セーラームーンSuperS 外伝（木野まこと）
- 美少女戦士セーラームーンSuperS セーラー9戦士集結!ブラック・ドリーム・ホールの奇跡（木野まこと）

1996年
- X（鬼咒嵐）

1998年
- パーフェクトブルー（恵理）

1999年
- 劇場版ポケットモンスター 幻のポケモン ルギア爆誕（コンピュータ）
- 名探偵コナン 世紀末の魔術師（香坂夏美）

2000年
- 劇場版カードキャプターさくら 封印されたカード（観月歌帆）

2001年
- VAMPIRE HUNTER D（シャーロット）

2004年
- APPLESEED（ギリシム）

2010年
- 蒼穹のファフナー HEAVEN AND EARTH（遠見千鶴）

2012年
- ROAD TO NINJA -NARUTO THE MOVIE-（うずまきクシナ）

2014年
- 劇場版 カードファイト!! ヴァンガード ネオンメサイア（先導シズカ）

2015年
- 劇場版 境界の彼方 －I'LL BE HERE－ 未来篇（未来の母）

2018年
- えんぎもん（天野川なみ）
- 劇場版 のんのんびより ばけーしょん（あおいの母）

2019年
- 映画 おしりたんてい シリーズ（2019年 - 2022年、べにいもこ） - 2作品

2020年
- 泣きたい私は猫をかぶる（日之出幸子）
- 劇場版 ヴァイオレット・エヴァーガーデン（デイジー母）

### OVA
1986年
- アウトランダーズ（ポン・ボン・ホン）

1987年
- JUNK BOY（ニュースキャスター）
- 真魔神伝 バトルロイヤルハイスクール（中野）
- プロジェクトA子 シリーズ（1987年 - 1989年、B子〈大徳寺美子〉） - 3作品

1988年
- 吸血姫美夕（香代）
- 竜世紀（アレス）

1989年
- 紅い牙 ブルー・ソネット（小半由里）
- エンゼルコップ
- 聖獣機サイガード -CYBERNETICS・GUARDIAN-

1990年
- A.D.POLICE（バネッサ・バック）
- A-Ko The VS / GRAY SIDE（B-KO）
- A-Ko The VS / BLUE SIDE（B-KO）
- ガッデム（新藤雪）
- 気ままにアイドル
- 電脳都市OEDO808（マスダ＝レミ）
- 戦国武将列伝 爆風童子ヒッサツマン
- SOL BIANCA
- 冒険!イクサー3（キャンディ）
- 緑野原迷宮（霧子オルローワ）

1991年
- 江口寿史の寿五郎ショウ（ステファニー）
- けっこう仮面（1991年 - 1992年、けっこう仮面）
- 帝都物語（謎の看護婦）
- DETONATORオーガン（美剣陽子）
- BURN-UP

1992年
- 紅いハヤテ（四ツ星玲子）
- OZ（1025、1030）
- ダウンロード 南無阿弥陀仏は愛の詩
- 天地無用! 魎皇鬼（柾樹天女、司令官）
- NEWドリームハンター麗夢 殺戮の夢幻迷宮（エリザベス）
- 破妖の剣（王妃、チェリク）

1993年
- ザ・コクピット 成層圏気流（メルヘンナー）
- ジェノサイバー 虚界の魔獣（天知）
- ぼくの地球を守って（木蓮）
- モルダイバー（イザベル）

1994年
- おたくの星座（ユン）
- 東京BABYLON2（日高美零）
- 熱砂の惑星 女公安官ケイト（エヴァ）
- B.B.フィッシュ（神無月沙羅）
- マーズ（山口玲子）

1995年
- 戦ー少女イクセリオン（異星のイクセリオン）
- 不思議の国の美幸ちゃん（帽子屋）

1996年
- 覇王大系リューナイト アデュー・レジェンドII（ソフィーの母）

1997年
- 紺碧の艦隊 特別編 蒼莱開発物語（佐織）
- B'T X NEO（B'Tシャドーエックス）
- またまたセイバーマリオネットJ（パンター）

1998年
- 支配者の黄昏 TWILIGHT OF THE DARK MASTER（橘静香）
- でたとこプリンセス（セレーナ聖女）

1999年
- いのち輝く灯（古賀奈津子）
- 倒凶十将伝（夢霧）
- ハーロック・サーガ ニーベルングの指環（フライア）
- ハイスクール・オーラバスター（工藤珈織）

2002年
- .hack//Liminality（美穂）

2003年
- 円盤皇女ワるきゅーレ SPECIAL（メーム）
- サブマリン707R（速水みゆき）

2004年
- 名探偵コナン コナンとキッドとクリスタル・マザー（セリザベス女王）

2005年
- 円盤皇女ワるきゅーレ 星霊節の花嫁（メーム）

2006年
- 円盤皇女ワるきゅーレ 時と夢と銀河の宴（メーム）

2008年
- マリア様がみてる OVA ファンディスク
- やなせたかしメルヘン劇場 わらうぼうし リトル・ボオ（まみおばさん）

2011年
- SUPERNATURAL: THE ANIMATION（ジェニー）

2017年
- カードキャプターさくら クリアカード編 プロローグ さくらとふたつのくま（観月歌帆）

2019年
- 蒼穹のファフナー THE BEYOND（2019年 - 2020年、遠見千鶴）

2023年
- 蒼穹のファフナー BEHIND THE LINE（遠見千鶴）

### Webアニメ
- SUPER SHIRO（2020年、読み上げ機）
- 7SEEDS（2020年、末黒野美帆）

### ゲーム
1990年
- SOL BIANCA（マルガリータ）

1992年
- Super Schwarzschild II（サラ・ハヴィル）
- BABEL（アリサ）
- 魔法の少女シルキーリップ（シェイク・カス〈シェイク大竹〉）

1993年
- 美少女戦士セーラームーン（木野まこと）※スーパーファミコン版
- 美少女戦士セーラームーンR（木野まこと / セーラージュピター）
- ゆみみみっくす（桜崎桜子）

1994年
- アルナムの牙 獣族十二神徒伝説（スズメ）
- 風の伝説ザナドゥ（リアラ）
- 聖戦士伝承・雀卓の騎士（メルシア女王）
- パワードール FM TOWNS版（ナレーション）
- 美少女戦士セーラームーン（木野まこと）※PCエンジン版
- 美少女戦士セーラームーン Collection（木野まこと）
- 美少女戦士セーラームーンS 今度はパズルでおしおきよ!（木野まこと）

1995年
- アイドル麻雀ファイナルロマンス2（伊藤えみり、池谷まりの）
- 風の伝説ザナドゥII（イシュタル）
- 美少女戦士セーラームーン ANOTHER STORY（まこと）
- 美少女戦士セーラームーンS（セーラージュピター）
- 美少女戦士セーラームーンS くるっくりん（セーラージュピター）
- 美少女戦士セーラームーンS 場外乱闘!? 主役争奪戦（木野まこと / セーラージュピター）
- 美少女戦士セーラームーンSuperS ふわふわパニック（セーラージュピター）
- 魔法騎士レイアース（プレセア）
- ゆみみみっくすREMIX（桜崎桜子）

1996年
- エンジェルグラフィティ〜あなたへのプロフィール〜（麻倉夏実）
- ガーディアンリコール 〜守護獣召喚〜（海原美里、静内さやか）
- 美少女戦士セーラームーンSuperS 真・主役争奪戦（セーラージュピター / 木野まこと）
- 美少女戦士セーラームーンSuperS 全員参加!! 主役争奪戦（セーラージュピター）
- 美少女戦士セーラームーン セーラースターズ ふわふわパニック2（セーラージュピター）
- ワルキューレの伝説 外伝 ローザの冒険（ヴィオレット）

1997年
- あやかし忍伝くの一番（伊勢円）
- アルナムの翼 焼塵の空の彼方へ（スズメ）
- VIRUS（ケリー）
- クイズ美少女戦士セーラームーン（木野まこと / セーラージュピター）
- クロス・ロマンス 恋と麻雀と花札と（若林佳世）
- スタンバイSay You!（アプリ）
- 続 初恋物語 〜修学旅行〜（志摩文乃）
- 電車でGO!（車内・駅放送）
- ネクストキング 恋の千年王国（ディル）
- パワードール2（フェイス・スモーレット）
- ファーランドストーリー〜四つの封印〜（ミリア）
- ボイスアイドルコレクション〜プールバーストーリー〜（篠原恵美）
- ボイスアイドルマニアックス〜プールバーストーリー〜（篠原恵美）
- HAUNTEDじゃんくしょん 〜聖徒会バッジを追え!〜（姐さん）
- マスター・オブ・モンスターズ－暁の賢者達－（アイロス、ジャスティス、サモナー）
- レイ・トレーサー（シンディ・ギブソン）

1998年
- ずっといっしょ（江藤和代）
- 東京23区制服WARS（来崎涼子、来崎竜治）
- ヒロインドリーム2（社流音）
- プリズムコート（鮎川こずえ）
- プリンセスクエスト（タピオカ）
- 魔法少女プリティサミー ハートのきもち（松葉杖朋子）
- 名探偵コナン（エイコ）

1999年
- SDガンダム GGENERATION（1999年 - 2011年、マリア・ピァ・アーモニア） - 7作品

2000年
- ガイアマスター（メグメグ）
- 幻想のアルテミス（泊瀬こずえ）
- 高機動幻想ガンパレード・マーチ（原素子）
- スパイロ×スパークス トンでもツアーズ（パックル）

2001年
- キッズステーション 美少女戦士セーラームーンワールド ちびうさとたのしいまいにち（まこと / セーラージュピター）

2003年
- スターオーシャン Till the End of Time（ミラージュ・コースト、イセリア・クィーン）
- SNOW（雪月小夜里）

2004年
- スターオーシャン Till the End of Time ディレクターズカット（ミラージュ・コースト、イセリア・クィーン）
- テイルズ オブ リバース（アガーテ・リンドブロム）
- ポポロクロイス 月の掟の冒険（セレーネ）
- ステラデウス（ネブラ）

2005年
- サモンナイト クラフトソード物語 〜はじまりの石〜（ヴィー）
- マビノ×スタイル（マリィ・N・木ノ下）
- ラジアータストーリーズ（イセリア＝クィーン）
- ロマンシング サガ -ミンストレルソング-（バーバラ）

2006年
- ガンパレード・オーケストラ 青の章 〜光の海から手紙を送ります〜（原素子）
- 花帰葬（白梟）
- レッスルエンジェルス サバイバー（パンサー理沙子、ロイヤル北条）

2008年
- レッスルエンジェルス サバイバー2（パンサー理沙子、ロイヤル北条）

2010年
- うみねこのなく頃に 〜魔女と推理の輪舞曲〜（右代宮夏妃）
- Solatorobo それからCODAへ（メルヴェーユ・ミリオン）

2011年
- うみねこのなく頃に散 〜真実と幻想の夜想曲〜（右代宮夏妃）
- 黄金夢想曲✝CROSS（右代宮夏妃）

2013年
- スーパーロボット大戦UX（ユリアンヌ・フェイスフル）

2014年
- 第3次スーパーロボット大戦Z 時獄篇（エンジェル、夏玉芳）
- NARUTO -ナルト- 疾風伝 ナルティメットストームレボリューション（うずまきクシナ）

2015年
- ロボットガールズZ ONLINE（竜魔帝王）

2016年
- NARUTO -ナルト- 疾風伝 ナルティメットストーム4（うずまきクシナ）

2017年
- スーパーロボット大戦V（夏玉芳）
- スターオーシャン:アナムネシス（ミラージュ・コースト）

2019年
- とある魔術の禁書目録 幻想収束（御坂美鈴）

2022年
- うみねこのなく頃に咲 〜猫箱と夢想の交響曲〜（右代宮夏妃）

2022年
- スーパーロボット大戦DD（夏玉芳）

2024年
- 機動戦士ガンダム U.C. ENGAGE（マリア・ピァ・アーモニア）

### ドラマCD
- 彼方から（タザシーナ）
- きゃんきゃんバニーエクストラ（綾）
- 金田一少年の事件簿 死神病院殺人事件（聖正公子）
- GetBackers-奪還屋-永遠の絆を奪り還せ!編（揚羽）
- コードネームはCharmer -SHOW ME NOW-（「コードネームはCharmer」イメージソング）
- 私立!三十三間堂学院（五部浄里）
- 集英社カセットブック ジョジョの奇妙な冒険 第1巻 空条承太郎見参の巻（女医）
- バウンティソード外伝・鋼鉄の龍（ミランダ）
- 爆竜戦隊アバレンジャー「ダイノアーススペシャル!伝説の腕輪と五つのアバレスピリッツ」（爆竜プテラノドン）
- 花帰葬シリーズ（白梟）
  - 花帰葬 prologue -黒い翼-（2006年7月28日）
  - 花帰葬 epilogue -夢を視る化石-（2006年8月25日）
  - 花帰葬 -Typing of the Chicken-（2006年12月29日）
- ファイアーエムブレム 黎明編/紫嵐編（エリス）
- ぼくの地球を守ってシリーズ（木蓮）
  - ぼくの地球を守って CDシネマ1（1993年10月21日）
  - ぼくの地球を守って CDシネマ2（1993年11月21日）
- B.B.フィッシュ 音楽篇（神無月沙羅、1994年2月23日）
- 魔界学園I 転校生編（シリル先生）
- MOON PRINCESS（美島貴久子）
- 八雲立つ 音盤物語（富岡聖子）
- 欲望と恋のめぐり（若狭綾）
- レッスルエンジェルス 新女恒例!波乱必至の大忘年会 IN 下呂温泉（パンサー理沙子）
- ワルキューレの伝説 外伝 ローザの冒険（ヴィオレット）
- ワンダル・ワンダリング!（ミロフィ）

### 吹き替え

#### 映画
- 赤い標的 THE BREAK UP（ジミー〈ブリジット・フォンダ〉）※ビデオ版
- 赤毛のアン アンの青春完全版（アン）
- ア・スマイル・ライク・ユアーズ（リンジー）
- アメリカン・プレジデント（ジェニー・バスディン専属補佐官〈サマンサ・マシス〉）
- アリゲーター2（ジーナ）※ビデオ版
- 依頼人（アラナ）※テレビ版
- インビジブル（サラ・ケネディ〈キム・ディケンズ〉）※ソフト版
- エスケープ・フロム・L.A.（ユートビア〈A・J・ランガー〉）※ソフト版
- 王様と私 ※テレビ東京版
- オズの魔法使（ドロシー〈ジュディ・ガーランド〉）※DVD・ビデオ版
- 女検事（マリア）
- 奇蹟の降る空（ニュートン医師）
- 君が、嘘をついた。（デイジー〈ヴァレリア・ブルーニ・テデスキ〉）
- 脅迫者/バッド・スパイラル（ソフィ・レイン〈ガブリエル・アンウォー〉）
- 金色の嘘（シャーロット・スタント〈ユマ・サーマン〉）
- クルーレス（アンバー〈エリサ・ドノヴァン〉）
- 黒豹天下（チャング）
- 恋人たちの食卓（チアジェン〈ヤン・クイメイ〉）
- ザ・ゲスト（ローラ・ピーターソン〈シーラ・ケリー〉）
- 殺人論文（ヨランダ）
- ザ・ファースト・ワイフ・クラブ（フィービー）
- サンダー・ポイント（ジェニー）
- 地獄の殺人救急車/狙われた金髪の美女（シェリル〈ジャニン・ターナー〉）※テレビ東京版（ソフト収録）
- シャネル&ストラヴィンスキー〈ミシア・セール）
- スウィンガーズ（ニッキ）
- スペシャリスト ※ビデオ版
- ZONE39（コンピュータの声）
- ターミナル・ベロシティ（マックス）※DVD・ビデオ版
- 第三種接近遭遇（ジェシカ）
- チャーリーとチョコレート工場（ボーレガード夫人〈ミッシー・パイル〉[65]）※日本テレビ版
- 沈黙の女/ロウフィールド館の惨劇（ソフィー〈サンドリーヌ・ボネール〉）
- ディア・フレンズ（ロバータ〈子役時代〉）
- デイライト（ラトーニャ）※ビデオ版
- 鉄板スポーツ伝説（バーブ〈メロラ・ハーディン〉）
- 天使にラブ・ソングを2（マリア&ヴァレリア）※日本テレビ版
- ドラゴン電光石火'98（ジェニー）
- トラックス（ホープ〈ブレンダ・バーキ〉）
- トレインスポッティング（ダイアン〈ケリー・マクドナルド〉）
  - T2 トレインスポッティング
- ナチュラル（ハリエット・バード〈バーバラ・ハーシー〉）※ソフト版
- ニキータ ※ソフト版
- ネバーエンディング・ストーリー 第2章 ※ソフト版
- バイカー・マイス（カーバイン）
- バイ・バイ・ラブ（キム）
- パラサイト（メアリーベス〈ローラ・ハリス〉）※DVD版
- ビューティフル・ガールズ（マーディ〈ナタリー・ポートマン〉）
- ファースト・ウェイブ〜最終予言1999（ニコール）
- ファースト・ワイフ・クラブ（フィービー・ラヴェル〈エリザベス・バークレー〉）
- ファントム（ダイアナ）
- 54 フィフティ★フォー（アニタ〈サルマ・ハエック〉）
- フェアリーテイル（エルシー）
- フォー・ルームス（ライヴン〈リリ・テイラー〉）
- ブラックジャック（シンダー・ジェイムス）※DVD・ビデオ版
- ブラック・ビューティー（ウィンスロップ〈クレア・フォーラニ〉[66]）
- フリッパー（メリサンド）
- プリティ・リーグ（キット・ケラー〈ロリ・ペティ）※日本テレビ版
- プリフォンティーン（エレーン・フィンリー〈ローレル・ホロマン〉）
- ブレイク・アウェイ（ジーナ）
- ブロス・リターンズ（ミッシェル〈ヒラリー・スワンク〉）
- ホーム・アローン（空港の受付係〈ホープ・デイヴィス〉）※ソフト版
- ホーム・アローン2（ミーガン・マカリスター〈ヒラリー・ウルフ〉）※ソフト版
- Mr.マグー（ステイシー・サンパナホディトラ〈ジェニファー・ガーナー〉）
- ミュータント・ニンジャ・タートルズ3（エイプリル・オニール）
- メリンダとメリンダ（ローレル〈クロエ・セヴィニー〉）
- 野獣の瞳（グロリア）
- モアイの謎（ラマナ）
- 奴らに深き眠りを（フランシーン〈ヴァネッサ・ウィリアムス〉）
- ランナウェイカー（ジェニー）
- リチャード三世（エリザベス）
- ルート9（サリー）
- レオン（マチルダ（ナタリー・ポートマン〉）※テレビ朝日版
- レッド・ブロンクス（ナンシー〈フランソワーズ・イップ〉）※DVD・ビデオ版
- ロケッティア

#### ドラマ
- アリー my Love
- Xファイル シーズン3「骨董」（モナ）
- お騒がせ!ツイスト一家（リンダ）※NHK版
- 刑事ナッシュ・ブリッジス（イブ、ステイシー他）※TV版
- ザ・プリテンダー（アイビー）
- ザ・ハンガー3（ジュディス）
- 新アウターリミッツ（ジーナ・ポーモント）
- 新スタートレック（ギブソン少尉、マット・キャロウェイ少尉）
- 太陽を抱く月（シン氏〈ヤン・ミギョン〉）
- 超音速ヒーロー ザ・フラッシュ（ジェイニー・ジョーンズ）※日本テレビ版
- 跳べ!ロックガールズ〜メダルへの誓い（キム・キーラー）
- バグス（ナタリア）
- ビバリーヒルズ青春白書（ソフィー）
- 犯罪捜査官ネイビーファイル（アンジェラ・アルッティ大尉）
- フレンズ（エリカ・フォード）
- ボディ・オブ・プルーフ 死体の証言（ケイト・マーティ〈ジェリー・ライアン〉）
- 名探偵ポワロ
- メルローズ・プレイス（シドニー・アンドリュー〈ローラ・レイトン〉）
- 愉快なシーバー家（エレーン）
- 楊家将（中国語版）（穆桂英）

#### アニメ
- ANIMANIACS（リタ）
- X-MEN（テレビ東京版）（ローナ）
- ザ・シンプソンズ（ローリーン・ランプキン〈初代〉）
- 時光代理人 -LINK CLICK-（CFOの妻）
- チップとデールの大作戦（ローラ、女性、ツアー・リーダー）※新吹き替え版
- バッグス・バニー（姫）[疑問点 – ノート]
- バットマン（グレース、フランシーヌ・ラングストロム 他）
- 101匹わんちゃん (TVシリーズ)（パーディ）
- ファニー・バニー（ハイジ）
- ミュータント・タートルズ（1987年テレビ東京版）（エイプリル・オニール）※テレビ東京版

### 特撮
1997年
- ビーロボカブタック（キャプテンスティックの声）

1998年
- 星獣戦隊ギンガマン（ヒエラヒエラの声）

2002年
- 忍風戦隊ハリケンジャー（フラビジェンヌの声）

2003年
- 爆竜戦隊アバレンジャー（爆竜プテラノドンの声、所員）
- 爆竜戦隊アバレンジャースーパービデオ オール爆竜爆笑バトル（爆竜プテラノドンの声）
- 爆竜戦隊アバレンジャー DELUXE アバレサマーはキンキン中!（爆竜プテラノドンの声）

2004年
- 爆竜戦隊アバレンジャーVSハリケンジャー（爆竜プテラノドンの声）

2005年
- 特捜戦隊デカレンジャー（ジャーゴ星人スキーラの声）
- 特捜戦隊デカレンジャーVSアバレンジャー（爆竜プテラノドンの声）

2008年
- 劇場版 仮面ライダーキバ 魔界城の王（メドゥーサの声）

2024年
- 爆竜戦隊アバレンジャー 20th 許されざるアバレ（爆竜プテラノドンの声）

### テレビ番組
- ひとりでできるもん!（1991年 - 1994年、NHK教育） - ヘアーの声
- つくってあそぼ（1995年、NHK教育） - 声の出演
- ワンツー・どん（どんくんの声〈4代目〉）

### ラジオ
- NHK-FM 青春アドベンチャー 田中芳樹原作『夏の魔術』『窓辺には夜の歌』（立花来夢）
- FM長野 パンドラ・シム・倶楽部（パーソナリティー）
- 文化放送 古本新之輔のパラシュート遊激隊/PARAGEKI-2 古本新之輔の俺がNEXT KING （アシスタントパーソナリティー）
- VOMIC NARUTO -ナルト- 劇場版公開記念バージョン（うずまきクシナ）

### 舞台
- 蒼穹のファフナー FACT AND RECOLLECTION（2010年12月16日 - 21日） - 遠見千鶴 役
- 蒼穹のファフナー FACT AND RECOLLECTION（再演）（2011年12月7日 - 11日） - 遠見千鶴 役
- アフリカ座11月公演「むぎ 〜永遠の創作物〜」（2014年11月20日 - 24日）
- 弘兼憲史・四季のドラマ オーディオコミックシアター「黄昏流星群」（2018年9月19日）

### 玩具
- 爆竜戦隊アバレンジャー ダイノブレス -MEMORIAL EDITION-（2024年2月）

### その他コンテンツ
- 黒神 The Animation BD 6、7巻 特典映像 サウンドコミック「another story of 黒神」（ナレーション）
- NHK教育 それゆけこどもたい（ナレーション）
- ニュースウオッチ9（2019年4月 - 2021年4月ナレーション）
- 東京電力ラジオCM（ナレーション）
- 列島縦断 鉄道12000キロの旅 〜最長片道切符でゆく42日〜（ナレーション）
- 列島縦断 鉄道乗りつくしの旅〜JR20000km全線走破〜 春編（ナレーション）
- フジテック製のエレベーター（新機種のアナウンス）

## ディスコグラフィ

### アルバム
キャラクター名義のものを除く。
| 番号 | 曲名                     |
| 1    | 新しい街で               |
| 2    | Cafe in 6:00p.m.         |
| 3    | ともだち                 |
| 4    | 合鍵                     |
| 5    | 眩しい朝に               |
| 6    | Good day, Good time      |
| 7    | Excuse                   |
| 8    | Waves                    |
| 9    | ボジョレー・ヴィラージュ |
| 10   | Truth                    |

| 番号 | 曲名                 |
| 1    | Welcome to My Street |
| 2    | でもね               |
| 3    | Silent Rain          |
| 4    | Midnight Cruisin'    |
| 5    | どこへ…              |
| 6    | 9月からの風          |
| 7    | 情熱-la pasion-      |
| 8    | 微笑って…            |
| 9    | at dawn              |
| 10   | Bless you            |

| 番号 | 曲名           |
| 1    | 太陽に抱かれて |
| 2    | sweet love     |
| 3    | Lost Heaven    |
| 4    | 夢を見ていた   |
| 5    | pleine lune    |
| 6    | Get Your Love  |
| 7    | Lazy Lazy      |
| 8    | 眠れぬ夜に…    |
| 9    | 祈り           |
| 10   | 明日へ         |

| 番号 | 曲名                |
| 1    | I'll be your friend |
| 2    | All I need          |
| 3    | Merry go round      |
| 4    | Missing Piece       |
| 5    | Dream navigator     |
| 6    | La-La               |

### キャラクターソングなど
- GRAY SIDE 〜砂の雨〜（1990年)
- BLUE SIDE 〜小さな奇蹟〜（1990年）
EMMIE名義
プロジェクトA子シリーズのOVA「A-Ko The VS」主題歌
非売品・広告宣伝用(DMP-13)として「A-Ko The VS」試写会イベント御招待状と共に創映新社(ネクスタート)・ポニーキャニオンよりCDシングルは無償配布された。
- とうきょうデンキKIRAKIRA合唱団/THE COVERS （1995年3月25日）
「宝島」を歌唱
- 瞳を忘れないで （1997年10月1日）
『ルパン三世 ワルサーP38』の主題歌であるため、サウンドトラックやルパン三世の主題歌集などにも収録されている。
- ダンシング・クィーン （1998年11月21日）
「愛のデュエット」と「I Have A Dream」を歌唱

- FUNKY TWINS（FUNKY TWINS〈篠原恵美＆深見梨加〉、1996年8月8日）
- 美少女戦士セーラームーンR キャラクターソング セーラージュピター 忘れるために恋をしないで（木野まこと、1994年5月1日、CODC-382）
- Moon Revenge/I am セーラームーン（セーラー戦士〈三石琴乃・富沢美智恵・久川綾・篠原恵美・深見梨加〉、1993年12月1日）
- タキシード・ミラージュ（〈三石琴乃・富沢美智恵・久川綾・篠原恵美・深見梨加〉、1994年10月1日）
- セーラームーン・クリスマス（〈三石琴乃・富沢美智恵・久川綾・篠原恵美・深見梨加〉、1996年11月1日）

上記以外にも、『美少女戦士セーラームーン』の「木野まこと」名義での楽曲など、キャラクター名義の楽曲がある。

### シリーズ一覧
1. ↑  第2作『2』（1988年）、第4作『'91』（1991年）
2. ↑  第1シリーズ（1992年 - 1993年）[21]、第2シリーズ『R』（1993年 - 1994年）[22]、第3シリーズ『S』（1994年 - 1995年）[23]、第4シリーズ『SuperS』（1995年 - 1996年）[24]、第5シリーズ『セーラースターズ』（1996年 - 1997年）[25]
3. ↑  第1期『first season』（1999年）、第2期『second season』（2003年）
4. ↑  第1期（2001年）、TVスペシャル『Champion Road』（2003年）、第2期『New Challenger』（2009年）、第3期『Rising』（2013年 - 2014年）
5. ↑  第1期（2002年）、第2期『十二月の夜想曲』（2003年）
6. ↑  第1期（2004年）、TVスペシャル『RIGHT OF LEFT』（2005年）、第2期『EXODUS』第1クール（2015年）、第2期『EXODUS』第2クール（2015年）
7. ↑  第1期（2004年）、第2期『〜春〜』（2004年）、第4期『4thシーズン』（2009年）
8. ↑  第1シリーズ（2004年）、第5シリーズ（2009年）
9. ↑  第1作（2007年）、第2作『ハヤテのごとく!!』（2009年）
10. ↑  【2011年版『カードファイト!! ヴァンガード』シリーズ】

第1期（2011年 - 2012年）、第2期『アジアサーキット編』（2012年）、第3期『リンクジョーカー編』（2013年）、第4期『レギオンメイト編』（2014年）

【2018年版『カードファイト!! ヴァンガード』シリーズ】

中・高校生編（2018年）、続・高校生編（2019年）
11. ↑  第2期『S』（2013年）、第3期『T』（2020年）
12. ↑  1ST SEASON（2019年）、2ND SEASON『MEISEI STORY 〜二度目の夏、空の向こうへ〜』（2023年）
13. ↑  第1期（2021年）、第2期（2022年）
14. ↑  『映画 おしりたんてい カレーなる じけん』（2019年）、
『映画おしりたんてい 夢のジャンボスイートポテトまつり』（2022年）
15. ↑  『プロジェクトA子2 大徳寺財閥の陰謀』（1987年）、『プロジェクトA子3 シンデレラ・ラプソディ』（1988年）、『プロジェクトA子 完結篇』（1989年）
16. ↑  『ZERO』（1999年）、『F』（2000年）、『F.I.F』（2001年）、『PORTABLE』（2006年）、『SPIRITS』（2007年）、『WORLD』『3D』（2011年）